# 山春村
山春村（やまはるむら）は、福岡県浮羽郡にあった村。現在のうきは市の一部。

## 地理
筑後川の左岸、隈上川の下流右岸に位置していた。

## 歴史

### 沿革
- 1889年（明治22年）4月1日 - 町村制の施行により、生葉郡三春村、山北村が合併して村制施行し、山春村が発足[1][2]。
- 1896年（明治29年）4月1日 - 郡の統合により浮羽郡に所属[1][3]。
- 1907年（明治40年）- 蚕業組合設立[1]
- 1910年（明治43年）- 耕地整理実施（翌年まで実施）[1]
- 1914年（大正3年）- 模範桑園開設[1]
- 1951年（昭和26年）4月1日 - 浮羽郡御幸町に編入され、同町が浮羽町に改称して廃止された[1][2]。

### 地名の由来
三春村、山北村の各一字を組み合わせたもの。

## 交通

### 鉄道
- 1913年（大正2年）- 筑後軌道 当地保木から大分県日田郡長渓まで延長開通[1]。